# کیت لوو
کیت لوو (انگلیسی: Keith Lowe؛ زادهٔ ۱۳ سپتامبر ۱۹۸۵) بازیکن فوتبال اهل بریتانیا است.
از باشگاه‌هایی که در آن بازی کرده‌است می‌توان به باشگاه فوتبال سوانزی سیتی، باشگاه فوتبال برنلی، باشگاه فوتبال ولورهمپتون واندررز، باشگاه فوتبال چلتنهام تاون، باشگاه فوتبال کویینز پارک رنجرز، باشگاه فوتبال کیدرمینستر هاریرس، باشگاه فوتبال هرفورد یونایتد، باشگاه فوتبال برایتون اند هوو آلبیون، باشگاه فوتبال مکلسفیلد تاون، باشگاه فوتبال پورت ویل، و باشگاه فوتبال یورک سیتی اشاره کرد.